# Dalmacija
Dalmacija (hrvaško Dalmacija, latinsko Dalmatia, italijansko Dalmazia) je zgodovinska regija na vzhodni obali Jadranskega morja, ki večji del leži na ozemlju Hrvaške in sicer v štirih hrvaških županijah: Zadrski, Šibeniško-kninski, Splitsko-dalmatinski in Dubrovniško-neretvanski.

## Geografija
Dalmacijo sestavljajo obala, pokrajina v notranjosti in otoki. Sega od sredine otoka Pag in reke Zrmanje na severozahodu do rta Oštra pri vhodu v Boko Kotarsko na jugozahodu. Od notranjosti ločijo Dalmacijo visoke kraške planote. Obala spada med najbolj členovite v Evropi, ob njej pa je veliko otokov. Obala in otoki so razdeljeni na Severno, Osrednjo in Južno Dalmacijo.
Dalmacija je na Hrvaškem razdeljena na štiri županije, katerih glavna mesta so Zadar, Šibenik, Split in Dubrovnik. Druga večja mesta so: Biograd na Moru, Kaštela, Sinj, Solin, Omiš, Knin, Metković, Makarska, Trogir, Ploče, Trilj in Imotski.
Večji dalmatinski otoki so: Dugi otok, Ugljan, Pašman, Brač, Hvar, Korčula, Vis, Lastovo in Mljet. Večje gore so: Dinara, Mosor, Svilaja, Biokovo, Moseć in Kozjak. Zaradi morskih tokov in vetrov je morska voda tu bolj čista in topla kot na italijanski obali Jadranskega morja.
Današnja Dalmacija se razprostira na površini 11960 km², kar predstavlja 21 % površine Hrvaške. Na tem prostoru živi 855.000 prebivalcev (popis 2001), kar je 20 % vsega hrvaškega prebivalstva. Povprečna poseljenost pa je 71,5 preb/km².

### Narodni parki
- Narodni park Paklenica
- Narodni park Krka
- Kornati
- Narodni park Mljet

## Vode
Tekoče vode
Prevladujoča Kraška tla omogočajo bogato kroženje vode, obenem pa so podlaga temu, da ni veliko površinskih vod. Od večjih rek so tu Cetina (dolžina reke 105 km), Krka (75 km), Neretva (218 km od tega na Hrvaškem 20 km) in Zrmanja (68 km).
Naravna jezera
V Dalmaciji ležita dva od treh največjih naravnih hrvaških jezer:
- Vransko jezero pri Pakoštanih, ki ima površino 20 km² in
- Prokljansko jezero v dolini reke Krke s površino 11,5 km² in več manjših jezer
- Modro jezero pri Imotskem
- Rdeče jezero pri Imotskem
- Baćinska jezera pri Pločah

Umetna jezera
Poleg tega pa je v Dalmaciji tudi nekaj umetnih jezer, ki so obenem akumulacijska jezera velikim hidroelektrarnam:
- Peručko jezero, na reki Cetini, ki ima površino 13 km² in je največja akumulacijsko jezero na Hrvaškem - za HE Split s skupno močjo 472 MW

## Ime pokrajine
Dalmacija (lat. Dalmatia) je bila sprva rimska provinca. Ime je dobila po plemenu Dalmatov, ki so živeli v zaledju Solina (Solonae, Salona), glavnega kraja in središča province.

## Zgodovina
Dalmacija je zgodovinska pokrajina v sestavi Hrvaške, ki je bila poseljena že v neolitski dobi. Od bakreno-bronaste dobe so živeli v njej Iliri in po ilirskih Dalmatih so ji Rimljani dali sedanje ime. Od kulturnih narodov so prodrli vanjo najprej Grki ter v 5. in 4. stoletju pr. n. št. ustanovili v njej trgovske naselbine Vis, Hvar, Trogir, Solin, Korčulo in druge, v 3. stoletju pr. n. št. pa se jim je pridružilo nekaj keltskih plemen. V njenem južnem delu je takrat že obstajala država ilirskega plemena Ardiejcev. Rimljani so jih v dveh vojnah od leta 229 do 219 pr. n. št. premagali in začeli osvajati Dalmacijo. Dalmatinski Iliri so se Rimljanom veškrat uprli, vendar so bili vsakokrat premagani in za časa cesarja Oktavijana Avgusta dokončno podjarmljeni in postopno poromanjeni.
Sprva je rimska provinca Ilirik obsegala ozek obmorski pas od reke Timav v Tržaškem zalivu do Lezha v Albaniji. Vojni pohodi Oktavijana 35 - 33 pr. n. št. in njegovega pastorka Tiberija po letu 15 pr. n. št. so ozemle razširili vse do Donave, in nastal je t. i. veliki Ilirik. Pred letom 12 pr. n. št. se je zahodna meja Ilirika umaknila od reke Timav na Rašo in na Hrušico. Zaradi upora dalmatinskih in panonskih plemen 6 - 9 n. št. je bil Ilirik razdeljen v podonavsko provinco Panonijo in v južnejši, ožji Ilirik; ta je kmalu dobil uradni naziv Dalmacija. Zgodovinarji predvidevajo, da je Dalmacija s skrajnim severozahodnim koncem morda segala na območju Ilirske Bistrice in Loža tudi na ozemlje današnje Slovenije.
Po preureditvi provinc v času cesarja Dioklecijana je bila Dalmacija razdeljena v večji zahodni del, ki je obdržal ime, in manjši vzhodni del z imenom Praevalitana. Po konecu antike so se oblikovale nove , ne docela jasne pokrajine, med njimi tudi Liburnija zahodno od Zadra in Liburnija Tarsaticensis, ki se je približala tudi slovenskemu ozemlju.